# Paedogobius
Paedogobius is een monotypisch geslacht van straalvinnige vissen uit de familie van grondels (Gobiidae).

## Soort
- Paedogobius kimurai Iwata, Hosoya & Larson, 2001